# Onofre Lovero
Onofre Lovero (Buenos Aires, 14 de marzo de 1925 - Buenos Aires, 1 de diciembre de 2012) fue un actor y director de teatro argentino que desarrolló una extensa carrera artística. En 2001 obtuvo la Mención Especial de los Premios Konex por su aporte al Espectáculo de  Argentina durante la última década.

## Fallecimiento
El actor Onofre Lovero falleció de un ataque cardíaco el 1 de diciembre de 2012 mientras viajaba en un taxi en el barrio de Monserrat. Fue derivado al Hospital Ramos Mejía, donde llegó sin vida. Sus restos descansan en el panteón de la Asociación Argentina de Actores del Cementerio de la Chacarita. Tenía 87 años.

## Filmografía
- Casanegra (2000)
- El juguete rabioso (1998)
- La revelación (1996)
- El olvido (1995)
- Extermineitors II: La venganza del dragón (1990)
- Los matamonstruos en la mansión del terror (1987)...Asistente del profesor
- Las esclavas (1987)...Don Donato
- Chau, papá (1987)
- Vivir a los 17 (1986)
- La cruz invertida (1985)
- Adiós, Roberto (1985)
- Frutilla (1980)...Hipólito Yrigoyen
- El soltero (1977)
- La vuelta de Martín Fierro (1974)
- La flor de la mafia (1974)...André
- Los golpes bajos (1974)
- Informes y testimonios (1973)…Él mismo.
- Juan Manuel de Rosas (1972)
- La gran ruta (1971) .... Sargento
- Los herederos (1970)
- Estirpe de raza o El santo de la espada (1970)
- La buena vida (1966)
- Rosaura a las diez (1958)
- La casa del ángel (1957)
- El inspector Stugart o Captura recomendada (1950)

## Televisión
- Archivo Negro (1997)
- Radioteatro... aquella fragua de sueños (1993).... Él Mismo
- Malevo (1972) Serie .... Emilio